# ويتفيلد جاك
ويتفيلد جاك (بالإنجليزية: Whitfield Jack) هو محامي أمريكي، ولد في 10 يوليو 1906 في شريفبورت في الولايات المتحدة، وتوفي في 23 أبريل 1989.